# Saint Fin Barre's Cathedral
Saint Fin Barre's Cathedral (Iers: Ardeaglais Naomh Fionnbarra) is de kathedraal van de Church of Ireland in de Ierse stad Cork. De kerk werd voltooid in 1879 en was de eerste grote opdracht voor de Britse victoriaanse architect William Burges. De kathedraal verving een middeleeuwse kathedraal die dan weer op de plek stond van een eerder kerkje.